# Bobadela (Boticas)
Bobadela is een plaats (freguesia) in de Portugese gemeente Boticas en telt 354 inwoners (2001).